# Studziany Las
Studziany Las – wieś w Polsce położona w województwie podlaskim, w powiecie sejneńskim, w gminie Giby. Leży nad Czarną Hańczą.
| SIMC    | Nazwa      | Rodzaj    |
| ------- | ---------- | --------- |
| 1011282 | Ciemny Las | część wsi |

W latach 1975–1998 miejscowość administracyjnie należała do województwa suwalskiego. We wsi zachowało się wiele przykładów dawnego budownictwa ludowego.